# Marc Brys
Marc Brys (Amberes, Bélgica, 10 de mayo de 1962) es un exjugador y entrenador de fútbol belga. Actualmente dirige a la selección de Camerún.

## Trayectoria

### Inicios
Su carrera como entrenador despegó en el club belga Berchem Sport, al que guio al campeonato de la cuarta y tercera división belga. Tras este éxito, Brys se hizo cargo del Germinal Beerschot. En mayo de 2005, obtuvo la Copa de Bélgica luego de vencer al Club Brujas por 2-1.Más tarde, participaron en la Copa de la UEFA 2005-06, pero fueron eliminados por el Olympique de Marsella en la tanda de penaltis.En septiembre de 2005, fue despedido después de que su equipo se encontrara en la zona de descenso.
Sorprendentemente, el presidente del Beerschot, Jos Verhaegen, trajo de vuelta a Brys, que había entrenado brevemente al KMSK Deinze de la segunda división, para la temporada 2006-07. Sin embargo, al final de esa temporada, dejó su cargo en el equipo belga. En la temporada 2007-18, se convirtió en entrenador del Excelsior Mouscron.El 17 de diciembre de 2007 fue despedido del equipo de Hainaut, a pesar de terminar séptimo en la clasificación. 
El 19 de junio de 2008, fue oficializado como entrenador del FC Eindhoven.En marzo de 2009, se marchó a dirigir al FC Den Bosch, en sustitución de Theo Bos, donde se mantuvo hasta el final de la temporada.
En mayo de 2010, Brys firmó un contrato con el KV Mechelen.En su primera temporada, quedó a un punto de llegar al Play-off 1 con el club, mientras que en la temporada siguiente, el equipo terminó noveno en la competición regular. El 14 de mayo de 2012, fue despedido de su cargo por decisión de la directiva belga.

### Arabia Saudita
Durante mayo de 2012, inició su experiencia en el fútbol saudí donde dirigió en primer lugar al Al-Faisaly.Llegó a las semifinales de la Copa del Príncipe de la Corona y logró culminar en el primer lugar en el grupo de la Copa de Naciones del Golfo. Sin embargo, fue despedido en diciembre de 2013.
En agosto de 2014, fue anunciado como entrenador del Najran SC, aunque dejó el cargo unas semanas más tarde luego de una serie de malos resultados.El 4 de octubre del mismo año firmó con el Al-Raed de la Liga Profesional Saudí.En marzo de 2015, fue relevado de sus funciones a pesar de salvar al club del descenso.

### Vuelta a Bélgica
El 12 de mayo de 2016, inició su tercera etapa en el Germinal Beerschot.En su primera temporada, obtuvo el ascenso a la Segunda División.Sin embargo, un año más tarde, no logró ascender al club belga a la Jupiler Pro League luego de caer en el partido decisivo ante el Cercle Brugge.
En mayo de 2018, dejó su cargo en el club de Amberes para asumir como entrenador del Sint-Truidense.Luego de una buena temporada, fue despedido el 25 de noviembre de 2019 después de una serie de malos resultados.
El 16 de junio de 2020, Brys fue anunciado como entrenador del OH Leuven.En octubre de 2023, fue relevado de sus funciones luego de que las actuaciones del equipo estuvieran "por debajo de las expectativas" de la directiva belga.

### Selección de Camerún
En abril de 2024, fue anunciado como entrenador de la selección de Camerún.Sin embargo, fue contratado por el Ministerio de Deportes local y no por la Federación Camerunesa de Fútbol, presidida por Samuel Eto'o. Este hecho llevó a que el 21 de mayo fuera despedido sin llegar a dirigir un solo partido con el seleccionado africano.Unos días más tarde, el camerunés confirmó que permanecería en el cargo luego de hacer las paces con Brys.

## Clubes

### Como jugador
| Club          | País    | Año       |
| ------------- | ------- | --------- |
| KFCO Wilrijk  | Bélgica | 1978-1993 |
| SC Merksem    | Bélgica | 1993-1994 |
| KFCO Wilrijk  | Bélgica | 1994-1997 |
| SV Willebroek | Bélgica | 1997-1998 |

### Como entrenador
| Club                 | País           | Año           |
| -------------------- | -------------- | ------------- |
| Londerzeel S.K.      | Bélgica        | 1998-2001     |
| Berchem Sport        | Bélgica        | 2001-2003     |
| Germinal Beerschot   | Bélgica        | 2003-2005     |
| KMSK Deinze          | Bélgica        | 2006          |
| Germinal Beerschot   | Bélgica        | 2006-2007     |
| Excelsior Mouscron   | Bélgica        | 2007          |
| FC Eindhoven         | Países Bajos   | 2008-2009     |
| FC Den Bosch         | Países Bajos   | 2009-2010     |
| KV Malinas           | Bélgica        | 2010-2012     |
| Al-Faisaly           | Arabia Saudita | 2012-2013     |
| Najran SC            | Arabia Saudita | 2014          |
| Al-Raed              | Arabia Saudita | 2014-2015     |
| Beerschot Wilrijk    | Bélgica        | 2016-2018     |
| Sint-Truidense       | Bélgica        | 2018-2019     |
| OH Leuven            | Bélgica        | 2020-2023     |
| Selección de Camerún | Camerún        | 2024-presente |

## Palmarés

### Como entrenador

#### Campeonatos nacionales
| Título                      | Club               | País    | Año     |
| --------------------------- | ------------------ | ------- | ------- |
| Tercera División de Bélgica | Berchem Sport      | Bélgica | 2001-02 |
| Copa de Bélgica             | Germinal Beerschot | Bélgica | 2004-05 |